# Jenni Williams
Jenni Williams, née le 1er avril 1962 à Gwanda, est une militante zimbabwéenne des droits de l'homme et la fondatrice du mouvement Women of Zimbabwe Arise (Woza). Éminente critique du gouvernement du président Robert Mugabe, The Guardian l'a décrit en 2009 comme « l'une des plus redoutables épines dans le pied  de Mugabe. ».

## Biographie
Williams est née à Gwanda, au Zimbabwe, dans la province du Matabeleland méridional, en avril 1962. Elle est métisse. Son père est un mécanicien noir. Sa mère est la fille d'un Irlandais originaire du Comté d'Armagh et ayant émigré en Rhodésie. Devenu prospecteur d'or, il s'était marié à une femme matébélé.
À l'âge de 16 ans, Williams quitte l'école afin que ses six frères et sœurs puissent payer leurs frais de scolarité,. En 1994, son frère aîné est mort du SIDA.
De 1994 à 2002, la firme de relations publiques détenue et dirigée par Jenni Williams travaille pour la Zimbabwean Farmers' Union. Elle entre en conflit avec Robert Mugabe, en raison de sa politique d'expropriation des fermiers blancs, dans le cadre de la réforme agraire. Lorsque Robert Mugabe encourage les vrais et faux vétérans de la guerre de Libération à s'emparer des terres des propriétaires blancs, Jenni Williams a commencé à protester contre ce qu'elle a décrit comme des violations des droits des hommes. Elle met en avant également que les meilleures fermes ont été données aux pontes du régime.
Dans les années 2000, son mari et ses enfants, adultes, quittent le pays à la suite de l'augmentation des mesures de répression du gouvernement,.
En 2002, elle fonde le Women of Zimbabwe Arise (Woza), mouvement d'opposition non-violent créé en réponse à la perception d'un manque d'action des hommes du Zimbabwe contre le gouvernement Mugabe, jugé dictatorial,. En accord avec les autres dirigeantes du Woza, elle fixe comme règle que la direction du mouvement doit participer à ces manifestations malgré les situations parfois dangereuses : « Nous n'allons pas à dire à quelqu'un de faire ce que nous ne sommes pas prêts à faire nous-mêmes. ».
Elle est arrêtée à de nombreuses reprises pour ces actions au sein de ce mouvement, ou brutalisée,,. Lors d'un de ses emprisonnements, Amnesty International la classe comme prisonnier d'opinion. Human Rights Watch dénonce également ces arrestations à répétition, comme celles de la cofondatrice Magodonga Mahlangu, déclarant que le gouvernement zimbabwéen devrait libérer les femmes et «permettre à la société civile le droit de manifester pacifiquement». Elle a été arrêtée plus d'une soixantaine de fois.

## Reconnaissances

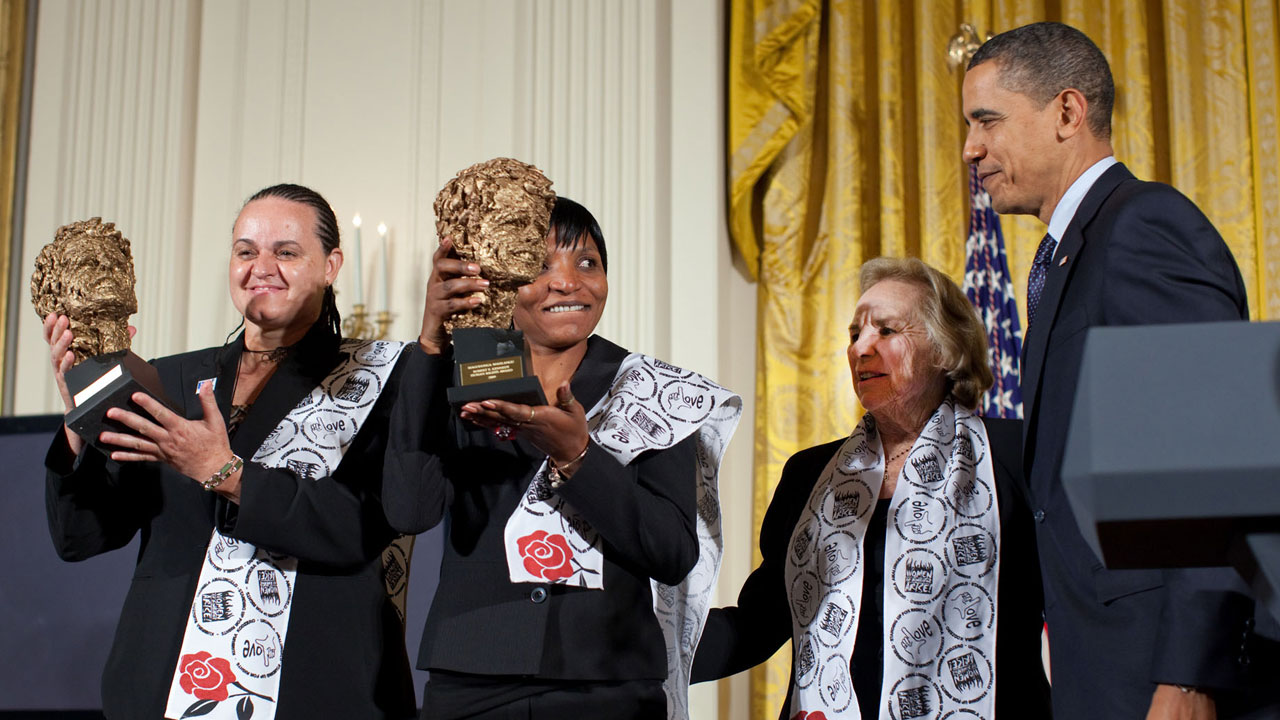
Jenni Williams, à gauche, et Magodonga Mahlangu, au centre, recevant le Prix Robert F. Kennedy des droits de l'homme du président Barack Obama, le 23 novembre 2009.

Jenni Williams se voit décerner en 2007 le prix international de la femme de courage pour « son exemple de courage et de leadership dans un combat pacifique et non violent pour le changement ». Deux ans plus tard, elle se voit décerner, avec la cofondatrice du Woza, Magodonga Mahlangu, le prix Robert F. Kennedy des droits de l'homme. À la cérémonie de remise du prix, Barack Obama indique que ce duo féminin a « montré aux femmes de WOZA et au peuple du Zimbabwe qu'ils peuvent saper la puissance de leurs oppresseurs - qu'ils peuvent saper le pouvoir d'un dictateur ».
Lors de la Journée Internationale des femmes 2012, Williams s'est vu décerner par Amnesty International le prix Ginetta Sagan, qui distingue les femmes qui n'hésitent pas à mettre leur vie en péril pour protéger la liberté et la vie des femmes et des enfants dans les zones où les violations des droits humains sont répandues.